# Shell Grand Prix of Denver 2002
Shell Grand Prix of Denver 2002 var ett race som var den fjortonde deltävlingen i CART World Series. Racet kördes den 1 september i Denver, Colorado. Bruno Junqueira tog sista chansen att blanda sig in i mästerskapskampen på allvar, genom att ta sin andra seger för säsongen. Dock minimerade Cristiano da Matta skadorna, genom att bli trea bakom Ganassiduon Junqueira och Scott Dixon.

## Slutresultat
| Plats | Förare               | Team                | Grid | Kvaltid  |
| ----- | -------------------- | ------------------- | ---- | -------- |
| 1     | Bruno Junqueira      | Chip Ganassi Racing | 1    | 1.01,703 |
| 2     | Scott Dixon          | Chip Ganassi Racing | 4    | 1.01,888 |
| 3     | Cristiano da Matta   | Newman/Haas Racing  | 7    | 1.02,149 |
| 4     | Adrián Fernández     | Fernández Racing    | 2    | 1.02,073 |
| 5     | Christian Fittipaldi | Newman/Haas Racing  | 5    | 1.01,992 |
| 6     | Tony Kanaan          | Mo Nunn Racing      | 9    | 1.02,184 |
| 7     | Kenny Bräck          | Chip Ganassi Racing | 6    | 1.02,049 |
| 8     | Paul Tracy           | Team KOOL Green     | 15   | 1.02,726 |
| 9     | Michel Jourdain Jr.  | Team Rahal          | 10   | 1.02,244 |
| 10    | Jimmy Vasser         | Team Rahal          | 11   | 1.02,305 |
| 11    | Oriol Servià         | Patrick Racing      | 13   | 1.02,476 |
| 12    | Alex Tagliani        | Forsythe Racing     | 12   | 1.02,471 |
| 13    | Michael Andretti     | Team Motorola       | 17   | 1.02,817 |
| 14    | Mario Domínguez      | Herdez Competition  | 16   | 1.02,762 |
| 15    | Tora Takagi          | Walker Racing       | 18   | 1.03,200 |
| 16    | Shinji Nakano        | Fernández Racing    | 3    | 1.01,808 |
| 17    | Patrick Carpentier   | Forsythe Racing     | 8    | 1.02,181 |
| 18    | Dario Franchitti     | Team KOOL Green     | 14   | 1.02,601 |